# Mårten Magnus Wilhelm Brenner
Mårten Magnus Wilhelm Brenner (21 de mayo de 1843 - 24 de abril de 1930 ) fue un botánico, y micólogo finés, que realizó extensas expediciones botánicas a las regiones oceánicas, e islas polares árticas.

## Algunas publicaciones
- 1910. Nagra kommentarer till Ostsvenska Taraxaca af Hugo Dahlstedt i K.Svenska. Vet. akademiens i Stockholm Arkiv for botanik, vol. 9

### Libros
- 1912. Nye bidrag till den Nordfinska floran (Las nuevas contribuciones a la flora del Norte de Finlandia). Volumen 34, N.º 4 de Acta Societatis pro Fauna et Flora Fennica. 24 pp.

- 1886. Floristisk handbok, innefattande i Finland vildt växande samt förvildade och allmännare odlade fröväxter och högre sporväxter, för läroverken i Finland utarb (Manual de Florística, incluida la preparación de especies salvajes y plantas de semillas silvestres, para las escuelas secundarias en Finlandia). Ed. Edlund. 260 pp.
- La abreviatura «Brenner» se emplea para indicar a Mårten Magnus Wilhelm Brenner como autoridad en la descripción y clasificación científica de los vegetales.[3]